# Плана (Чехия)
Вижте пояснителната страница за други значения на Плана.
Плана (на чешки: Planá) е малък град в Западна Чехия, разположен в Пилзенския край, на около 10 км от градовете Тахов и Марианске лазне и на около 46 км северозападно от гр. Пилзен. Към 2021 г. има 5292 жители.

## История
Археологически находки от IX – XI век свидетелстват за съществуването на славянско селище. От XV век има собствен герб и печат. Гербът и печатът изобразяват крепостна стена с две кули, порта и паун. От 1473 г. получава статут на град.

## Забележителности
Замъкът в Плана – първоначално готическа крепост от XIV век, преустроен през XVI век като ренесансов замък, пострадал значително през Тридесетгодишната война. Последователно преустройван в стил барок и емпир. През XX век е използван като казарма. Днес пустее и очаква реконструкция.
Църквата „Св. св. Петър и Павел“ от XII век, първоначално дървена, е преустройвана неколкократно. Била е действаща до края на XVIII век, след което служи като стопанско помещение. Днес обектът е реконструиран и се използва като концертна зала.
Църквата „Възнесение Богородично“ е католически храм от XIII век с много преустройства през вековете. Днешният бароков вид е от XVIII век. Тук се намира гробницата на граф Яхим Ондржей Шлик, обезглавен в Прага (1621) след поражение на Въстанието на чешките съсловия срещу Хабсбургите. Днес храмът е действащ. От 1958 г. е включен в списъка на културното наследство на Чехия.
Чумната колона на централния площад е от 1712 г. Най-отгоре стои статуя на св. Йоан Непомуцки (покровител на Чехия), а на по-долния ред са статуите на св. Себастиан (защитник срещу чумата), св. Варвара (патрон на миньорите) и св. Флориан (защитник срещу пожари).

## Личности
- 1961 – роден е о.з. ген. Петър Павел, четвърти президент на Чешката република (от 2023 г.)

## Галерия
- Замъкът в Плана
- Църквата „Св. св. Петър и Павел“
- Храм „Възнесение Богородично“
- Кулата на храма „Възнесение Богородично“
- Кметството
- Централният площад на Свободата